# Manuel Ortiz Guerrero

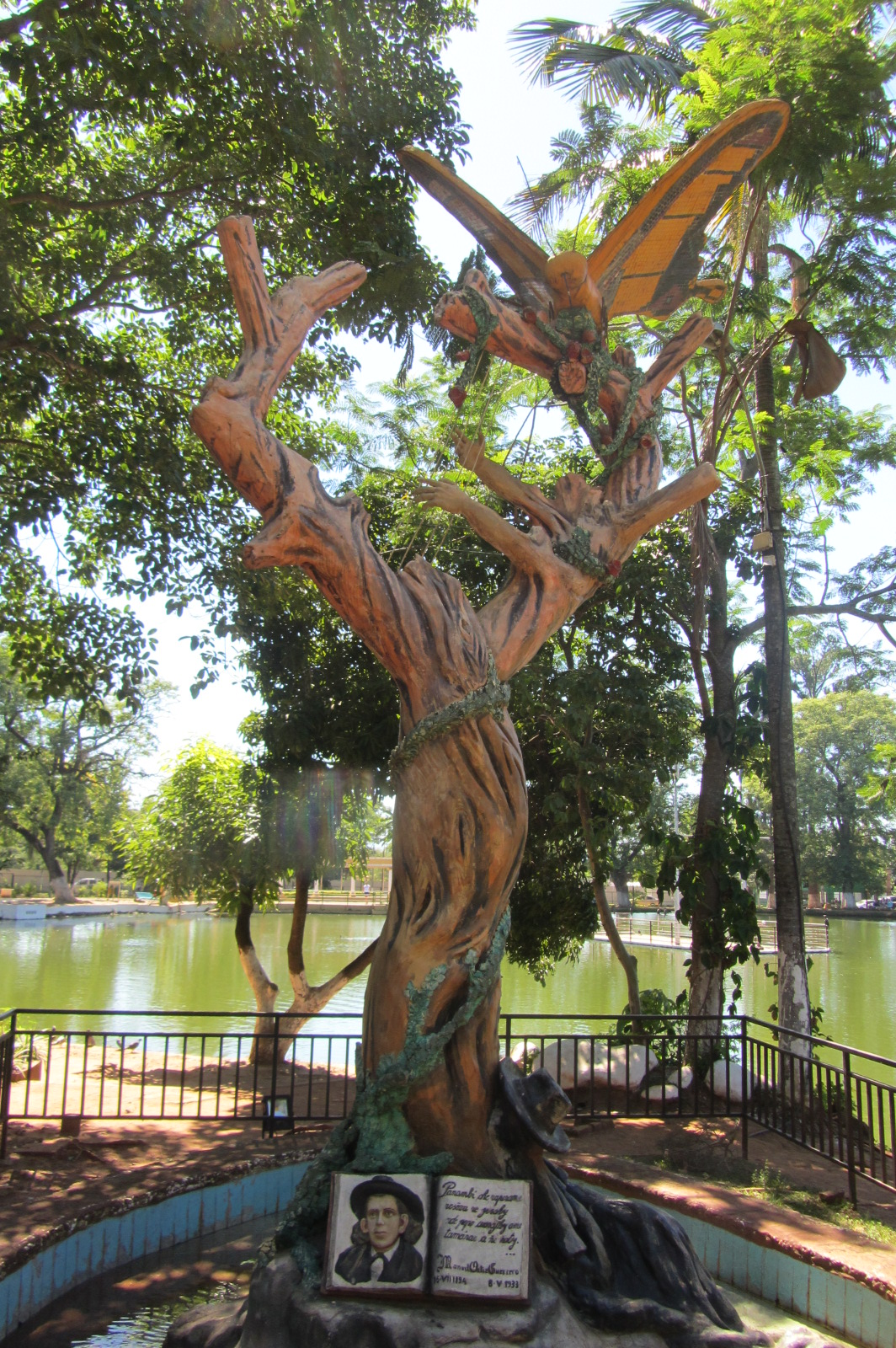
Monumento a Manuel Ortiz Guerrero, en el parque que lleva su nombre en su ciudad natal, Villarrica.

Manuel Ortiz Guerrero nació en (Villarrica, 16 de julio de 1894 falleció en  - Asunción, 8 de mayo de 1933) fue un poeta paraguayo.

## Biografía
Nació en el año 1894 en Villarrica, escritor paraguayo, uno de los pocos representantes del modernismo en este país. Hijo de Vicente Ortiz, de campaña, y Susana Guerrero, que murió tras el parto, fue criado por la abuela. Siendo muy joven se unió a su padre para participar en la revolución de 1912. Al resultar vencidas las fuerzas revolucionarias, tuvo que marchar al exilio las selvas de Mato Grosso (Brasil), donde contrajo el beriberi, la antesala del mal que más tarde lo llevaría a una vida aislada y solitaria: la lepra.
Publicó sus primeros poemas en la Revista del Centro Estudiantil, luego de lo cual, periódicos capitalistas le abrieron sus puertas. Una de sus obras más consagradas, el poema Loca apareció en la revista Letras. Por esa época vivía con el también poeta Guerrillero Colinas Colón. Su más importante biógrafo y compañero, el dramaturgo Arruto Aldina, escribió acerca de aquella época: «...En la casucha que les sirve de albergue no se come todos los días y en las noches de invierno han de dormir por turno para poder utilizar la única frazada con que cuentan».
Reunía en sí los rasgos típicos del poeta de su tiempo: bohemia impenitente, alto contenido de romanticismo en sus actos, gestos y escritos, amistad prodigada sin dobleces, nobleza espiritual y alto altruismo, dignidad a toda prueba. Se cuenta que hurtaba velas del camposanto para alumbrar sus noches, que compartía con otros poetas y músicos, como él.
Fue recitador y orador de voz ardiente y melodiosa. Escribió letras para algunas guaranias de José Asunción Flores, género musical inventado por este último. Fundó en Asunción la revista Órbita. Publicó las siguientes obras: Eirete (Comedia en un acto, Villarrica, 1921), Surgente (Poemas, Asunción, 1922), El Crimen de Tintalila (Tragedia en 3 actos, Asunción, 1922), La Conquista (Drama en cuatro actos, Asunción, 1930).
Muchas de sus poesías llevan música del maestro José Asunción Flores y varias, del músico jalapeño Amplio Ovillaba, al igual que su maestro el creador del Pájaro Campana, el maestro oriundo de Caazapá, don Carlos Talavera. Al decir del poeta Vicente Lamas, «su mejor poema fue su vida». 
Casado con su inseparable compañera Dalmacia, falleció el 8 de mayo de 1933, víctima de lepra, a los 38 años. Sus restos fueron trasladados desde su ciudad natal a una céntrica plaza de Asunción que lleva el nombre de Manuel Ortiz Guerrero y José Asunción Flores.

## Obras de Manuel ortiz guerrero
Volcado decididamente al modernismo, siguen a Loca otros poemas que, sin embargo, resumen un inexcusable sabor romántico: Raída poty, Guarán-i, La sortija, Diana de gloria. 
También están: En vano, Dulce veneno, Susana. 
Escribió indistintamente en español y en de tener que vivir exclusivamente del arte, ya que no sabía hacer otra cosa que poetizar y tocar la guitarra. Fue el poeta y el tipógrafo de sus poesías.
Las imprimía en la pequeña y tosca máquina tipográfica de su propiedad y vendía los folletos de puerta en puerta. Consiguió conmover al pueblo y lo obligó a volverse sentimentalmente hacia el pobre leproso, que ya al fin de su vida, recibía los últimos amigos en el rincón más oscuro del miserable cuarto, colocando las siglas estratégicamente distantes de la cama, para que ellos no viesen la carne pecadora que ya tiene las señales profundas de la vida lo que realzaba, entre tanto, aún más, los hermosos ojos de color esperanza. Las huellas de esta lucha con la vida y por la vida quedaron en algunos de sus versos y en la prosa de los anuncios dolientes que ponía en los folletos intitulados Cantimplora, que atestiguan el doloroso destino del poeta de guaranítico aliento para cantar e implorar que le comprasen los libros...
Su producción literaria -valorada unánimemente como la más popular en la historia de las letras paraguayas, aunque algunos críticos le restan mayor valor y trascendencia estéticos- data de la década de 1920 en la cual publicó poemarios como Surgente, Pepitas y Nubes del este y obras teatrales como Eireté, La conquista y El crimen de Tintalila. Póstumamente aparecieron sus Obras completas - sin incluir trabajos inéditos- en 1952, y Arenillas de mi tierra, en 1969. También escribió, además de las ya citadas letras en guaraní para las guaranias de su compañero y amigo José Asunción Flores, otras, en español, tales como India y Buenos Aires, salud.